# Brassaiopsis
Brassaiopsis är ett släkte av araliaväxter. Brassaiopsis ingår i familjen Araliaceae.

## Dottertaxa tillBrassaiopsis, i alfabetisk ordning[1]
- Brassaiopsis aculeata
- Brassaiopsis acuminata
- Brassaiopsis andamanica
- Brassaiopsis angustifolia
- Brassaiopsis bodinieri
- Brassaiopsis calcarea
- Brassaiopsis castaneifolia
- Brassaiopsis chengkangensis
- Brassaiopsis ciliata
- Brassaiopsis dumicola
- Brassaiopsis elegans
- Brassaiopsis fatsioides
- Brassaiopsis ferruginea
- Brassaiopsis ficifolia
- Brassaiopsis ficifolioides
- Brassaiopsis gigantea
- Brassaiopsis glomerulata
- Brassaiopsis gracilis
- Brassaiopsis griffithii
- Brassaiopsis grushvitzkyi
- Brassaiopsis hainla
- Brassaiopsis hispida
- Brassaiopsis hookeri
- Brassaiopsis kwangsiensis
- Brassaiopsis liana
- Brassaiopsis magnifica
- Brassaiopsis minor
- Brassaiopsis mitis
- Brassaiopsis moumingensis
- Brassaiopsis nhatrangensis
- Brassaiopsis phanrangensis
- Brassaiopsis producta
- Brassaiopsis pseudoficifolia
- Brassaiopsis quercifolia
- Brassaiopsis resecta
- Brassaiopsis rockii
- Brassaiopsis rufosetosa
- Brassaiopsis shweliensis
- Brassaiopsis simplex
- Brassaiopsis simplicifolia
- Brassaiopsis stellata
- Brassaiopsis sumatrana
- Brassaiopsis tibetana
- Brassaiopsis triloba
- Brassaiopsis trilobata
- Brassaiopsis tripteris
- Brassaiopsis variabilis